# Lower Baddibu
Il distretto di Lower Baddibu è un distretto del Gambia nella Divisione del North Bank con 15.157 abitanti al censimento del 2003.

## Società

### Evoluzione demografica
In base ai dati del censimento 1993 la popolazione del distretto era così suddivisa dal punto di vista etnico:
| Etnia       | Abitanti | %     |
| ----------- | -------- | ----- |
| Mandingo    | 9.756    | 73,59 |
| Fulani      | 1.542    | 11,63 |
| Wolof       | 1.462    | 11,03 |
| Jola        | 45       | 0,34  |
| Serahule    | 23       | 0,17  |
| Altre etnie | 430      | 3,24  |